# Maria Antonieta Quispe
María Antonieta Quispe Ricalde (Cusco; 1971) es una científica peruana, se dedica a la investigación en la búsqueda de la cura para la uta (leishmaniasis) y la remediación de la contaminación minera por medio de bacterias halófilas.

## Biografía

### Primeros años de vida y educación
María Antonieta Quispe Ricalde nació en Cusco en 1971. Es hija de Bonifacio Quispe Cusi, quien fue diputado durante el segundo gobierno de Fernando Belaunde Terry.
Desde temprana edad, mostró un gran interés por la ciencia, tras culminar su educación secundaria, estudió Biología en la Universidad Nacional San Antonio Abad de Cusco (UNSAAC). Posteriormente, obtuvo una maestría en Bioquímica y Biología Molecular en la Universidad Peruana Cayetano Heredia y un doctorado en Parasitología Molecular en la Universidad de La Laguna, España.

### Carrera
En 2005, culminó sus estudios de doctorado en Parasitología Molecular, obteniendo una calificación sobresaliente Cum laude de la Universidad de La Laguna, con su tesis doctoral de moléculas inmunomoduladoras candidatas para vacunas contra la leishmaniasis, un campo crítico para la salud pública en áreas afectadas por esta enfermedad tropical.
En 2014, comenzó a estudiar microorganismos halófilos con un alto potencial biotecnológico, que pueden lograr degradar metales en el suelo y agua; asimismo, investiga el metabolismo del arsénico para encontrar bacterias con potencial de biorremediación que degraden hidrocarburos que incluya arsénico.
En 2018, realizó una estancia de dos meses en el Instituto de Enfermedades Tropicales y Salud Pública de Canarias de la Universidad de La Laguna, para especializarse en el estudio de enfermedades zoonóticas con alta incidencia parasitaria.
Es docente e investigadora de la Universidad Nacional San Antonio Abad del Cusco, sus líneas de investigación se centran principalmente en  bioquímica, genética y biotecnología de microorganismos e inmunología parasitaria. Además, es editora asociada de la Revista de Medio Ambiente, Comportamiento y Sociedad de la UNSAAC.

## Obras
Quispe Ricalde ha contribuido como autora y coautora en múltiples artículos científicos, producto de su participación activa en diversos proyectos de investigación. Por su productividad científica, ha ingresado al resgistro de investigadores del Perú RENACYT en el nivel III. Sus estudios han aportado información clave sobre la propagación y las características del SARS-CoV-2, lo que permitió orientar estrategias de vacunación y control de la pandemia en la región del Cusco. En el ámbito ambiental, presentó hallazgos relevantes sobre la secuenciación del genoma de la bacteria Halomonas elongata, destacando su potencial en aplicaciones biotecnológicas y su papel en la valorización de recursos microbianos en ambientes extremos.

## Premios y reconocimientos
- Visitante distinguido de la Universidad Nacional del Altiplano Puno [3]
- Reconocimiento por su contribución a la investigación en enfermedades tropicales por la Universidad Nacional San Antonio Abad de Cusco.[3]
- En 2017, ganó el premio "Mejor trabajo de Investigación" presentado en la VII Semana de Investigación UNSACC.[3]
- En 2021, quedó entre las once finalistas del Premio Nacional “Por las mujeres en la Ciencia” otorgado por L’Oréal, la UNESCO y CONCYTEC. [8]
- En 2024, a causa de sus destacadas contribuciones en biología y biotecnología, el Club de Ciencia y Tecnología (CCyT) de la I.E. Diego Quispe Tito de Cusco decidió rendirle homenaje al bautizar con su nombre el equipo con el que participaron en el Proyecto CubeSats.[9]